# Covtex
Covtex Cisnădie este o companie producătoare de covoare din România.
În 1998, Fabrica a fost preluată de compania Feizy Import&Export, unul din primii zece dealeri de covoare din SUA.
Covtex a fost și este în continuare cel mai cunoscut nume de covoare din România, fabrica fiind atestată din 1874.
Cifra de afaceri:
| Anul          | 2009 | 2003 |
| ------------- | ---- | ---- |
| milioane euro | 1    | 46   |